# The New Barcelona Post
The New Barcelona Post  (TheNBP) es un diario digital fundado en 2018. Bajo el lema “Good News, True Stories”, el medio publica información empresarial, cultural, científica y social con el objetivo de proyectar la marca Barcelona a nivel nacional e internacional. Cuenta con versiones en español y catalán. 
El TheNBP es un proyecto periodístico independiente, con un formato digital innovador, que aspira a ser el altavoz de las empresas, personas e instituciones que apuestan por Barcelona y la mejor plataforma para fomentar la actividad económica, la cultura, la creatividad, la ciencia y la innovación. 
Tras un primer periodo bajo la gestión de la patronal Foment del Treball, el 27 de septiembre de 2020 el diario inició una segunda etapa de la mano de Giró Consultants. En junio de 2022 el diario, editado por la empresa "The Good News Magazine SL", cambió de propiedad. Actualmente, forma parte de Must Media Group Must Media, cuyo CEO es Guillem Carol, quien ejerce también de editor de la publicación. El medio está dirigido por Guillem Carol, editor y Cristina Martín, jafa de redacción. El TheNBP también cuenta con múltiples colaboradores como Mar Galtés, Pau Solanilla, Eva Arderius, Víctor Costa, Jordi Cabré, Anna Torrents, Jorge Mas, Cristina Puig, Xavi Casinos, Bernat Dedéu, Oriol Estela, Mercè Conesa, Franesc Soler o Toni Aira, entre muchos otros.   